# 鬧喜娘
闹喜郎是鬧房的一種形式，被戲弄的對象是負責照顧新郎、指導禮儀的喜郎。

## 概要
中国自先秦开始婚礼上有喜郎以来，一直就是于婚礼上执行帮新郎打理、照顾新朗之责，並非用於淫乐。
闹喜郎自宋代開始出現，有时也会让新娘观看。例如湖南衡州闹房时还于婚礼上请几位容貌出众的男子为喜娘，任来客随意调笑，甚至发生苟合。此俗过去也存在于中国其他地区。